# 尤什基夫里赫
49°29′11″N 30°21′51″E / 49.48639°N 30.36417°E
尤什基夫里赫（烏克蘭語：Юшків Ріг），2016年前称彼得里夫斯凯（烏克蘭語：Петрівське），是位於烏克蘭北部的村莊，由基辅州白采爾克瓦區的塔拉夏市鎮負責管轄。該村始建於1637年，面積3.78平方公里，海拔高度226米，2001年人口731，人口密度每平方公里193.2人。